# Piper guapense
Piper guapense är en pepparväxtart som beskrevs av Truman George Yuncker. Piper guapense ingår i släktet Piper och familjen pepparväxter. Inga underarter finns listade i Catalogue of Life.